# U-200
U-200 — большая океанская немецкая подводная лодка типа IXD2 времён Второй мировой войны. Заказ на постройку субмарины был отдан 4 ноября 1940 года. Лодка была заложена 3 ноября 1941 года на верфи компании АГ Везер в Бремене под строительным номером 1046, спущена на воду 10 августа 1942 года, вошла в строй 22 декабря 1942 года под командованием капитан-лейтенанта Гейнриха Шондера.

## Флотилии
- 22 декабря 1942 года — 31 мая 1943 года 4-я флотилия (учебная)
- 1 июня 1943 года — 24 июня 1943 года 12-я флотилия

## Боевая служба
Лодка совершила один боевой поход, успехов не достигла.
Потоплена 24 июня 1943 года к юго-западу от Исландии, в районе с координатами 58°15′ с. ш. 25°25′ з. д., двумя глубинными бомбами с британского самолёта типа «Либерейтор». Все 68 членов экипажа погибли.